# Пояна-луй-Стинге
Пояна-луй-Стинге (рум. Poiana lui Stângă) — село у повіті Джурджу в Румунії. Входить до складу комуни Винеторій-Міч.
Село розташоване на відстані 41 км на захід від Бухареста, 74 км на північний захід від Джурджу, 142 км на схід від Крайови, 127 км на південь від Брашова.

## Населення
За даними перепису населення 2002 року у селі проживала 731 особа, усі — румуни. Усі жителі села рідною мовою назвали румунську.